# Les Possédés (film, 1988)
Pour les articles homonymes, voir Les Possédés (homonymie) et Possessed.
Pour plus de détails, voir Fiche technique et Distribution.
Les Possédés est un film français réalisé par Andrzej Wajda, sorti en 1988.
Il s'agit de l'adaptation du roman au même titre Les Possédés de l'écrivain russe Fiodor Dostoïevski, publié entre 1871 et 1872 en feuilleton,.

## Synopsis
Ce film s'inspire du roman éponyme de Fiodor Dostoïevski, montrant les fondements révolutionnaires de la Russie de la fin du siècle, en prise avec ses démons. Vers 1870, un groupe de révolutionnaires nihilistes souhaite détruire la société traditionnelle russe par des actions terroristes. Mais des tensions vont naître entre eux avec l'arrivée de leur chef : Stavroguine,.

## Fiche technique
- Titre : Les Possédés
- Réalisation : Andrzej Wajda
- Scénario : Jean-Claude Carrière,
en collaboration avec Andrzej Wajda, Agnieszka Holland, Edward Zebrowski
d'après le roman de Fiodor Dostoïevski
dialoque : Jean-Claude Carrière
- Assistant réalisateur : Romain Goupil
- Pays de production :  France
- Format : Couleurs - 35 mm
- Genre : drame
- Durée : 116 minutes
- Date de sortie : 16 février 1988

## Distribution
- Isabelle Huppert : Maria Chatov
- Jutta Lampe : Maria Lebiadkine
- Philippine Leroy-Beaulieu : Lisa
- Bernard Blier : Le gouverneur
- Jean-Philippe Écoffey : Peter Verchovenski
- Laurent Malet : Kirillov
- Jerzy Radziwilowicz : Chatov
- Omar Sharif : Stepan
- Lambert Wilson : Nikolaï Stavroguine
- Philippe Chambon : Chigalev
- Jean-Quentin Châtelain : Virguinski
- Rémi Martin : Erkel
- Serge Spira : Fedka
- Wladimir Yordanoff : Lebiadkine
- Zbigniew Zamachowski : Liamchine